# أبو محمد القاسم الأنباري
أبو محمد القاسم بن محمد بن بشار الأنباري (توفي سنة 916 أو 917 م)، كان عالمًا لغويًا عربيًا مؤثرًا في العصر العباسي، وهو والد محمد بن القاسم الأنباري.

## سيرته
سنة ميلاده غير معروفة. عاش معظم حياته في بغداد التي كانت آنذاك تحت حكم الخلافة العباسية، وكان والد أبي بكر الأنباري (ت 940م) الذي كان أيضًا عالمًا لغويًا ونحويًا مشهورًا. لقد فقدت أغلبية المؤلفات المعجمية لأبي محمد. عمله الوحيد الباقي هو تعليق كتبه على مختارات الشعر العربي المرموقة المعروفة باسم المفضليات ، وقد راجعها ابنه أبو بكر.